# Alice (målning)
Alice är en oljemålning av den italienska konstnären Amedeo Modigliani. Den utfördes sannolikt 1918 och finns nu utställd på Statens Museum for Kunst i Köpenhamn.